# Афрофобия
Афрофобия — предвзятое отношение или дискриминация по отношению к людям африканского происхождения. Она может проявляться в различных формах, включая расизм, расовую сегрегацию, насилие и дискриминацию в сфере занятости, образования, жилья и здравоохранения.
Афрофобия имеет долгую историю и существует во многих странах мира. В Европе она возникла в эпоху колонизации, когда европейцы рассматривали африканцев как низшую расу. В США афрофобия была институционализирована в системе рабства и после его отмены продолжала существовать в виде расовой сегрегации и дискриминации.

## Формы
Афрофобия может проявляться в различных формах, включая:
- Расизм: это предвзятое отношение или дискриминация по отношению к людям на основе их расы. Расизм может проявляться в различных формах, включая негативные стереотипы о людях африканского происхождения, дискриминацию в сфере занятости, образования, жилья и здравоохранения, а также насилие[1].
- Расовая сегрегация: это разделение людей по расовому признаку. Расовая сегрегация может проявляться в различных формах, включая разделение школ, общественных мест и других объектов инфраструктуры[1].
- Насилие: это физическое или психологическое насилие, направленное против людей африканского происхождения. Насилие может проявляться в различных формах, включая нападения, угрозы и оскорбления[1].
- Дискриминация в сфере занятости, образования, жилья и здравоохранения: это дискриминация людей африканского происхождения в сфере занятости, образования, жилья и здравоохранения. Дискриминация может проявляться в различных формах, включая отказ в приёме на работу, отказ в приёме в учебное заведение, отказ в предоставлении жилья и отказ в предоставлении медицинских услуг[1].

## Последствия
Афрофобия имеет серьёзные последствия для людей африканского происхождения. Она приводит к неравенству и дискриминации, что негативно влияет на жизнь и возможности людей африканского происхождения.

## Неравенство
Афрофобия приводит к неравенству между людьми африканского происхождения и людьми других рас. Люди африканского происхождения чаще сталкиваются с бедностью, безработицей, плохим образованием и плохим здравоохранением.

## Дискриминация
Афрофобия приводит к дискриминации людей африканского происхождения в различных сферах жизни. Люди африканского происхождения чаще сталкиваются с отказом в приеме на работу, отказом в приеме в учебное заведение, отказом в предоставлении жилья и отказом в предоставлении медицинских услуг.

### Насилие
Афрофобия может привести к насилию в отношении людей африканского происхождения. Люди африканского происхождения чаще становятся жертвами нападений, угроз и оскорблений.

### Борьба с афрофобией
Борьба с афрофобией является важной задачей. Она требует совместных усилий со стороны правительств, общественных организаций и отдельных людей.
Правительства могут бороться с афрофобией путём принятия законов, направленных на защиту прав людей африканского происхождения. Общественные организации могут бороться с афрофобией путём проведения образовательных кампаний и повышения осведомлённости о проблемах расизма и дискриминации. Отдельные люди могут бороться с афрофобией путём проявления солидарности с людьми африканского происхождения и противостояния проявлениям расизма и дискриминации.